# Kak
Kak település Romániában, Szatmár megyében.

## Fekvése
Szatmárnémetitől délkeletre, a Szamos folyó jobb partján fekvő település.

## Története
Az egykor a meggyesi uradalomhoz tartozó Szamos menti település a Meggyesaljai családé volt.
1490-ben említették először az oklevelek, már ekkor is Kak néven írták.
A település egykor a Kaki Kun család ősi birtoka volt. A Meggyesaljai Móroczok kihalta után a Báthori-családra, majd azok örököseire szállt.
A 17. században a szinéri uradalommal együtt a Szatmári várhoz tartozott.
A 18. században a Gáspár, Ozoróczy, Ottlik és Rácz családok szereztek benne birtokot.
A 19. század elején a Péterffy és Teleki családnak is volt itt birtokrészük.
A trianoni békeszerződés előtt Kak Szatmár vármegye Szatmárnémeti járásához tartozott.

## Nevezetességek
- Görögkatolikus temploma.